# タイ・ユニオン・フローズン
タイ・ユニオン・フローズン（英語: Thai Union Frozen Products略称TUF）は、タイの水産加工メーカー。
ツナ缶では、世界第1位のシェアを誇る。ツナ缶以外では、エビ、イカなどの冷凍魚介類や各種缶詰を生産している。
SET 50 Indexの採用銘柄である。(2016年5月現在)
本社はBTSサナームパオ駅近くのSMタワー内にある。